# Hurghada
Hurghada (arabiska: الغردقة, al-Ghurdaqa) är en turistort i Egypten, belägen på den afrikanska kusten vid Röda havet, drygt 400 kilometer sydsydost om Kairo. Staden är huvudort för guvernementet al-Bahr al-Ahmar. Folkmängden uppgår till cirka 200 000 invånare.
Där finns två stadscentra, El Dahar och Sekalla (eller Sakkala, Siqala), ett par kilometer från varandra, samt en långsträckt rad med hotell längs kusten. I närheten ligger Hurghadas internationella flygplats med flygförbindelse till främst Mellanöstern och Europa.
Fram till början av 1980-talet var Hurghada ett litet fiskesamhälle men har vuxit betydligt under senare år. Staden hade 160 901 invånare den 11 november 2006 och är indelad i tre huvudområden. El Dahar är den gamla delen med busstation, postkontor samt den största basaren; Sekalla är den nyare delen, och El Korra Road, som sträcker sig långt söderut med hotellanläggningar, ännu nyare. Hela området sträcker sig 30-40 km längs kusten.

## Klimat
Uppmätta normala temperaturer och -nederbörd i Hurghada:
|                                            | Jan  | Feb  | Mar  | Apr  | Maj  | Jun  | Jul  | Aug  | Sep  | Okt  | Nov  | Dec  |
| ------------------------------------------ | ---- | ---- | ---- | ---- | ---- | ---- | ---- | ---- | ---- | ---- | ---- | ---- |
| Normaldygnets maximitemperaturs medelvärde | 21,8 | 22,7 | 25,4 | 29,2 | 32,9 | 35,5 | 36,7 | 36,8 | 34,6 | 31,6 | 27,4 | 23,4 |
| Normaldygnets minimitemperaturs medelvärde | 11,7 | 12,2 | 14,8 | 18,4 | 22,6 | 25,8 | 27,5 | 27,6 | 25,2 | 22,0 | 17,5 | 13,3 |
|                                            |      |      |      |      |      |      |      |      |      |      |      |      |
| Nederbörd                                  | 0    | 0    | 0    | 0    | 0    | 0    | 0    | 0    | 0    | 0    | 0    | 1    |

| Diagram | temperaturer i °C • månadsnederbörd i mm | temperaturer i °C • månadsnederbörd i mm | temperaturer i °C • månadsnederbörd i mm | temperaturer i °C • månadsnederbörd i mm | temperaturer i °C • månadsnederbörd i mm | temperaturer i °C • månadsnederbörd i mm | temperaturer i °C • månadsnederbörd i mm | temperaturer i °C • månadsnederbörd i mm | temperaturer i °C • månadsnederbörd i mm | temperaturer i °C • månadsnederbörd i mm | temperaturer i °C • månadsnederbörd i mm | temperaturer i °C • månadsnederbörd i mm |
|         | 0 22 12                                  | 0 23 12                                  | 0 25 15                                  | 0 29 18                                  | 0 33 23                                  | 0 36 26                                  | 0 37 28                                  | 0 37 28                                  | 0 35 25                                  | 0 32 22                                  | 0 27 18                                  | 1 23 13                                  |